# Tiến động

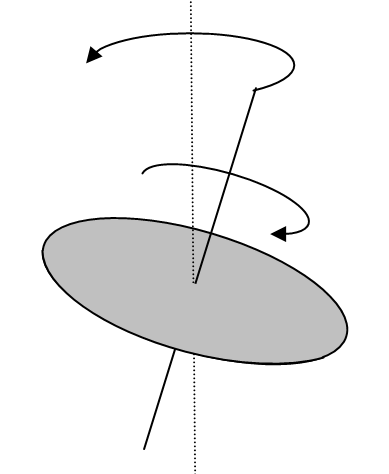
Chuyển động tiến động của vật thể quay

Tiến động hay tuế sai, là hiện tượng trong đó trục của vật thể quay (ví dụ một phần của con quay hồi chuyển) "lắc lư" khi mô men lực tác động lên nó. Hiện tượng này được quan sát phổ biến trong các con quay, tuy nhiên mọi vật thể quay cũng chịu tiến động.
Trong hiện tượng này, khi một vật thể xoay tròn, trục của nó nghiêng và quay theo vòng tròn ngược hướng với hướng quay của vật thể. Nếu như vận tốc góc và mô men lực tác động lên vật thể quay là các hằng số thì trục sẽ tạo ra một hình nón. Trên chuyển động này, vận tốc góc luôn vuông góc với mô men lực.

## Ví dụ

Tiến động trên con quay hồi chuyển

Trong trường hợp của con quay trên mặt đất, nếu trục không vuông góc tuyệt đối với mặt đất, mô men xoắn gây ra bởi lực của trọng trường của Trái Đất có xu hướng làm đổ nó. Nhưng con quay không đổ nhờ vào chuyển động tiến động.
Hiện tượng tiến động cũng giữ cho xe đạp hay xe máy không dễ dàng bị đổ khi chuyển động. Chuyển động này cũng là cơ chế hoạt động cơ bản của các la bàn hồi chuyển, giữ cho các con quay luôn chỉ theo một phương, ít bị tác động của mômen lực bên ngoài.
Chuyển động tiến động cũng là một vấn đề được xử lý kỹ, và ứng dụng cho định hướng cho các loại máy bay trực thăng hay máy bay hồi chuyển. Trong máy bay trực thăng, cánh quạt máy bay có mô men quán tính lớn. Nếu cánh quạt được cung cấp một xung mômen lực về bên phải, chuyển động ngược chiều kim đồng hồ của cánh quạt sẽ đẩy máy bay bay về phía trước.
Tiến động làm trục quay của Trái Đất và các hành tinh lắc lư chậm theo thời gian, đồng thời làm quỹ đạo của các hành tinh xoay chậm theo thời gian. Điều này làm cho việc tính toán lịch Mặt Trời phải thay đổi nhỏ từ năm này sang năm khác; hiện tượng tiến động trong  thiên văn học do đó còn được gọi là tuế sai (tuế là năm, sai là sai lệch).
Hiện tượng tiến động cũng là một khái niệm quan trọng trong động lực học nguyên tử và phân tử, do các hạt nhỏ bé này cũng có tính chất tương tự như mômen động lượng cổ điển là spin.

## Bản chất vật lý

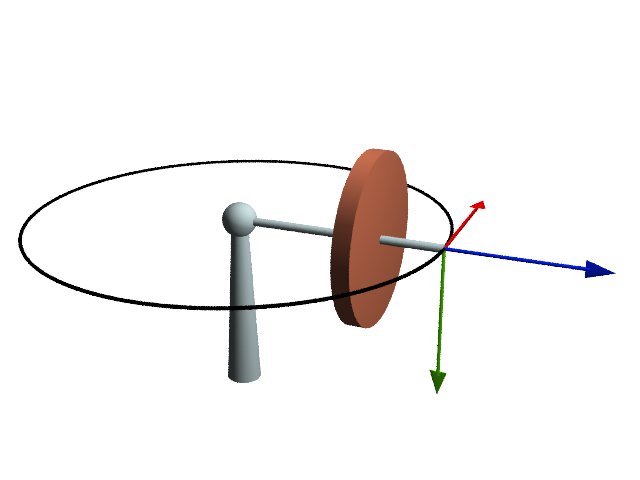
Con quay nằm ngang có mômen động lượng biểu diễn bởi véctơ màu lam. Trọng lực không đổi, véctơ màu lục, gây ra mô men lực, véctơ màu đỏ, khiến con quay quay tròn.

Khi một mômen lực, {\displaystyle {\vec {\tau }}}, áp dụng lên một vật thể, vật thể sẽ quay với gia tốc góc, {\displaystyle {\vec {\gamma }}}, được tính theo công thức rất giống với định luật 2 Newton, ở dạng véctơ:
{\displaystyle {\vec {\gamma }}={\frac {\vec {\tau }}{I}}}
với {\displaystyle I} là mômen quán tính của vật thể.
Khi vật thể có sẵn chuyển động quay với vận tốc góc {\displaystyle {\vec {v}}}, sự tác động của mômen lực làm thay đổi véctơ vận tốc góc:
{\displaystyle {\vec {\gamma }}={\frac {d{\vec {\omega }}}{dt}}}
Nếu mômen lực là véctơ trùng phương với vận tốc góc, chuyển động quay của vật chỉ đơn giản là nhanh dần đều hay chậm dần đều. Nếu mômen lực vuông góc với vận tốc góc, gia tốc góc cũng vuông góc với vận tốc góc, điều này dẫn đến độ lớn của vận tốc góc không đổi (vật quay đều), nhưng phương của vận tốc góc luôn đổi (theo chiều luôn vuông góc với véctơ vận tốc) và vận tốc góc bị xoay tròn.
Việc véctơ vận tốc góc xoay tròn được thể hiện là sự xoay của trục quay của vật thể.
Gọi vận tốc góc của chuyển động tiến động là {\displaystyle {\vec {\omega }}}. Khi ấy, do v không đổi độ lớn và quay đều trong mặt phẳng chứa {\displaystyle {\vec {a}}} và {\displaystyle {\vec {v}}}, ta có phương trình liên hệ sau:
{\displaystyle {\vec {a}}={\vec {\omega }}\times {\vec {v}}}
Chu kỳ của tiến động được tính như sau:
{\displaystyle T_{p}={\frac {2\pi }{w}}}
Lưu ý rằng {\displaystyle v={\frac {2\pi }{T_{s}}}}, với Ts là chu kỳ quay xung quanh trục quay,  ta thu được:
{\displaystyle T_{p}={\frac {4\pi ^{2}I}{QT_{s}}}}
Trong thực tế, mômen lực có thể có thành phần vuông góc và thành phần cùng phương với vận tốc góc, khiến chuyển động của vật vừa tiến động vừa nhanh dần hay chậm dần, tuân thủ các biến đổi phức tạp hơn nhiều so với giả định này.

## Tuế sai của trục Trái Đất
Trục của Trái Đất bị tuế sai vì hành tinh này không phải là hình cầu hoàn hảo (nó là một hình cầu bẹt, lồi hơn ở khu vực gần xích đạo) khiến cho các lực hấp dẫn của Mặt Trăng, Mặt Trời và các thiên thể khác tạo ra mômen lực lên nó (lực thủy triều). Các mômen lực không cùng phương với vận tốc góc của Trái Đất, có xu hướng kéo các chỗ lồi xích đạo vào trong mặt phẳng quỹ đạo của Trái Đất xung quanh Mặt Trời (mặt phẳng hoàng đạo), gây nên hiện tượng tuế sai của trục quay Trái Đất.
Trái Đất thực hiện xong một chu kỳ tuế sai trong khoảng thời gian khoảng 25.800 năm, theo đó vị trí của các ngôi sao được đo theo hệ tọa độ xích đạo sẽ thay đổi một cách chậm chạp; việc thay đổi này thực ra là do sự thay đổi của hệ tọa độ. Theo thời gian của chu kỳ này cực trục bắc của Trái Đất chuyển động từ chỗ hiện nay nó đang ở (trong phạm vi 1°Của Polaris) theo một đường tròn xung quanh cực hoàng đạo, với bán kính góc khoảng 23,5°. Sự dịch chuyển là 1° sau mỗi 180 năm (góc được lấy từ người quan sát chứ không phải từ tâm của vòng tròn này).
Polaris không phải là ngôi sao đặc biệt phù hợp để xác định cực bắc bầu trời, do độ sáng biểu kiến của nó là biến thiên và dao động xung quanh giá trị 2,1 - tương đối thấp trong danh sách các sao sáng nhất của bầu trời. Mặt khác, vào khoảng năm 3000 TCN ngôi sao mờ Thuban trong chòm sao Thiên Long (Draco) đã là sao cực bắc; nó có độ sáng biểu kiến 3,67 hay 5 lần mờ hơn Polaris; ngày nay nó rất khó nhìn thấy ở các khu vực thành phố bị ô nhiễm hay do ánh sáng điện. Ngôi sao sáng nhất được biết đến như là (hay được dự đoán sẽ là) sao Bắc cực là ngôi sao sáng nổi tiếng Sao Chức Nữ (Vega) trong chòm sao Thiên Cầm (Lyra), nó sẽ là sao bắc cực vào khoảng năm 14.000. Khi nhìn xuống Trái Đất từ cực bắc, hướng của tuế sai sẽ là theo chiều kim đồng hồ.  Khi đứng trên Trái Đất nhìn ra bên ngoài, trục này xuất hiện với chuyển động ngược chiều kim đồng hồ ngang trên bầu trời. Ý niệm này của tuế sai, chống lại sự tự quay quanh trục của Trái Đất, là ngược với tuế sai của con quay trên bàn. Lý do là các ngẫu lực tác động lên Trái Đất bởi Mặt Trời và Mặt Trăng cố làm cho trục tự quay của nó trực giao với mặt phẳng quỹ đạo, tức là làm cho Trái Đất đứng thẳng hơn so với mặt phẳng quỹ đạo, trong khi mô men xoắn trên đỉnh con quay trên một bề mặt cứng thì lại cố làm cho nó đổ xuống hơn là làm cho nó đứng thẳng hơn.

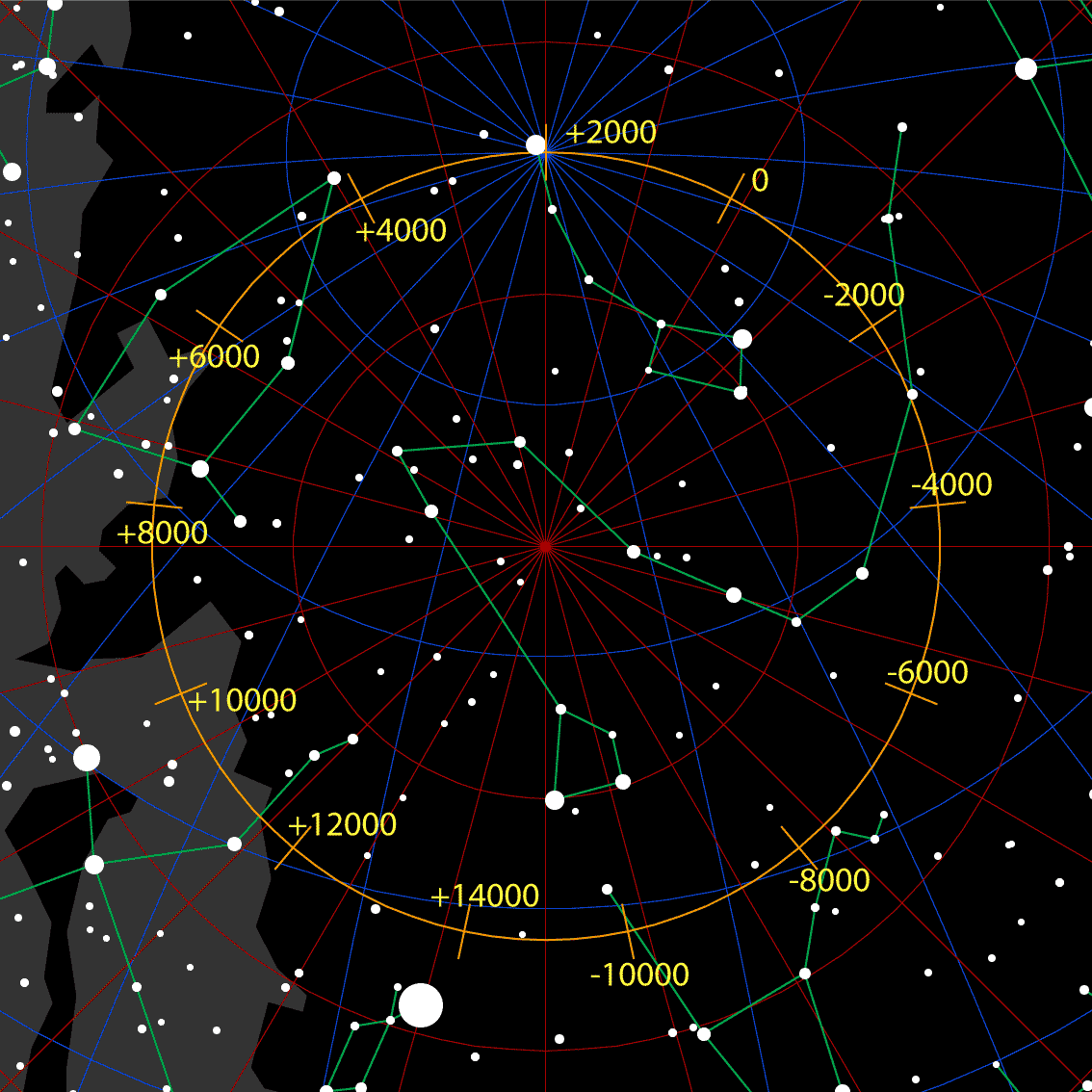
Vòng tròn di chuyển của cực Bắc trục Trái Đất trên bầu trời sao theo thời gian. Hình vẽ này là gần đúng vì chưa tính đên chương động hay các nhiễu loạn bậc cao khác.

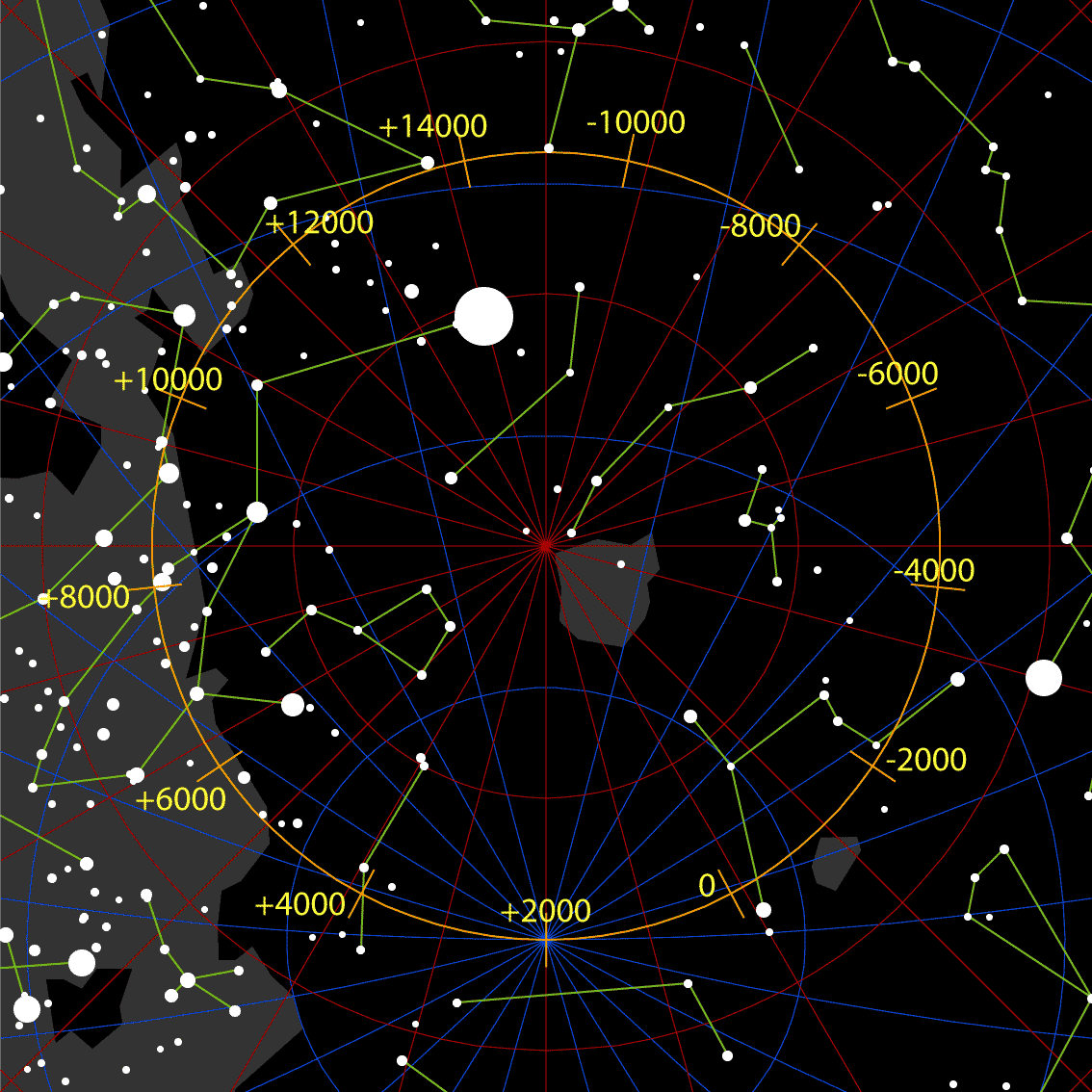
Vòng tròn di chuyển của cực Nam trục Trái Đất trên bầu trời sao.

Polaris hiện nay không nằm chính xác trên cực bắc; bất kỳ một bức ảnh chụp lâu nào về nó đều chỉ ra rằng nó có một cái đuôi nhỏ, chứng tỏ nó không hoàn toàn "đứng im". Tuế sai của cực nam là ngược hướng với tuế sai trên cực bắc. Cực nam nằm trong khu vực có tương đối ít sao, và ngôi sao được coi là sao Nam cực là Sigma Octantis, nó tương đối gần với cực nam nhưng mờ hơn cả Thuban—độ sáng biểu kiến của nó là 5,5 - nó rất khó thấy kể cả khi người quan sát trong khu vực hoàn toàn tối. Tuế sai của Trái Đất không phải là đều vì Mặt Trời và Mặt Trăng không hoàn toàn nằm trên cùng mặt phẳng với mặt phẳng quỹ đạo Trái Đất và chúng là chuyển động tương đối đối với nhau, do vậy ngẫu lực tác động lên Trái Đất cũng biến động. Biến thiên của các ngẫu lực này lên Trái Đất tạo ra chuyển động không đều rất nhỏ của các cực gọi là chương động.
Tuế sai của trục Trái Đất là một hiệu ứng diễn ra rất chậm, nhưng ở mức độ chính xác mà các công việc liên quan đến thiên văn cần phải có thì phải tính tới nó. Cũng lưu ý rằng tuế sai của trục Trái Đất không có ảnh hưởng gì tới độ nghiêng của mặt phẳng xích đạo Trái Đất (và vì thế độ nghiêng của trục quay của Trái Đất) trên mặt phẳng quỹ đạo. Độ nghiêng này là 23,45 độ và tuế sai không làm thay đổi điều này. Độ nghiêng của mặt phẳng xích đạo trên mặt phẳng quỹ đạo có bị thay đổi nhưng chu kỳ của nó là hoàn toàn khác (chu kỳ chính vào khoảng 41.000 năm).
Hình dưới đây minh họa các hiệu ứng của tuế sai trục theo các mùa, tương ứng với điểm cận nhật và điểm viễn nhật. Tuế sai của điểm phân có thể sinh ra thay đổi khí hậu có chu kỳ (xem chu kỳ Milankovitch), vì bán cầu có mùa hè ở điểm cận nhật và mùa đông ở điểm viễn nhật (bán cầu nam hiện nay là như vậy) về nguyên lý sẽ có các mùa rõ ràng hơn ở bán cầu kia.

Hiện tượng lắc lư của trục Trái Đất làm thay đổi chậm thời điểm giao mùa từ năm này sang năm khác, do mùa phụ thuộc vào hướng và độ nghiêng của trục so với hệ tọa độ hoàng đạo. Sau khoảng 5.000 năm nữa thì thời điểm xuân phân ở bắc bán cầu tương ứng với vị trí Trái Đất trên điểm cận nhật trong quỹ đạo quanh Mặt Trời

Hipparchus lần đầu tiên đã ước tính tuế sai của Trái Đất vào khoảng năm 130 TCN, bổ sung các quan sát của ông vào trong các tính toán của các nhà thiên văn Babylon và Chaldea trước đó vài thế kỷ. Cụ thể là họ đã tính toán được khoảng cách từ các ngôi sao như sao Giác (Spica) tới Mặt Trăng và Mặt Trời vào các thời điểm diễn ra các nguyệt thực và do ông có thể tính khoảng cách của Mặt Trăng và Mặt Trời từ các điểm phân tại các thời điểm này, ông nhận ra rằng Spica và các ngôi sao khác là có sự dịch chuyển khi quan sát theo thời gian tính theo hàng thế kỷ.
Tuế sai của trục Trái Đất sinh ra hiện tượng là: chu kỳ của các mùa (năm chí tuyến) vào khoảng 20,4 phút ngắn hơn so với chu kỳ để Trái Đất trở lại cùng một vị trí trong mối tương quan với các ngôi sao của năm trước đó (năm thiên văn). Điều này tạo ra sự thay đổi chậm (1 ngày trong khoảng 58 năm) trong vị trí của Mặt Trời trong tương quan với các ngôi sao ở điểm phân. Nó là đáng chú ý đối với các loại lịch và các quy tắc năm nhuận của chúng.

## Tiến động của quỹ đạo hành tinh

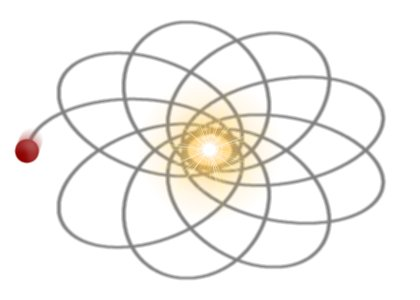
Tiến động điểm cận nhật trong một quỹ đạo Rosetta

Chuyển động của một hành tinh trên quỹ đạo của nó xung quanh Mặt Trời cũng là một dạng của chuyển động tự quay. Trong trường hợp này, hệ thống tổ hợp của một hành tinh và Mặt Trời là tự quay, vì thế trục của mặt phẳng quỹ đạo một hành tinh cũng sẽ có tiến động theo thời gian, khi có tác động của mômen lực từ lực hấp dẫn của hành tinh khác.
Điểm cận nhật, hay nói khác đi trục chính của mỗi quỹ đạo hành tinh hình elíp sẽ dao động trong phạm vi mặt phẳng quỹ đạo của nó trong chiều chuyển động của hành tinh, để phản ứng với các nhiễu loạn mômen lực hấp dẫn gây ra bởi các hành tinh còn lại. Hiện tượng này gọi là tiến động điểm cận nhật. Vận tốc tiến động điểm cận nhật có thể xác định bằng các phương pháp cơ học thiên thể.
Tuy thế, nếu cơ học thiên thể chỉ sử dụng cơ học cổ điển thì cho kết quả tính toán về sự tiến động điểm cận nhật cho các hành tinh vòng trong không trùng với các số liệu quan sát. Sai biệt ở tiến động điểm cận nhật Sao Thủy là 43,11" và ở Sao Kim 8,4" mỗi thế kỷ. Điều này được giải thích khá chính xác bằng ứng dụng lý thuyết tương đối rộng trong chuyển động các hành tinh. Tiến động điểm cận nhật thực tế còn được gây ra bởi hiệu ứng của thuyết tương đối rộng, trong đó các hành tinh chuyển động trên quỹ đạo elíp trong một không-thời gian cong quanh Mặt Trời. Điều này giống như khi chúng ta gẩy một viên bi lăn theo quỹ đạo elíp trong một cái chảo đáy cong, quỹ đạo elíp sẽ không giữ cố định mà xoay dần. Qua đó các sai biệt nói trên giảm lần lượt còn 0,7" và 0,2".
Các sai biệt trong tính toán tiến động điểm cận nhật Sao Thủy và các giá trị dự báo theo cơ học cổ điển được chú ý nhất trong số các chứng cứ thực nghiệm đã dẫn tới sự chấp nhận thuyết tương đối rộng của Einstein. Khi thêm hiệu ứng tương đối, các dự báo trở nên chính xác hơn.
Tiến động trong quỹ đạo của Trái Đất là một phần quan trọng trong học thuyết thiên văn về các kỷ băng đá. Nói chung, nó được diễn giải như sau: các lực hấp dẫn của Mặt Trăng và Mặt Trời sinh ra tiến động của các điểm phân; chúng hoạt động theo chu kỳ 23.000 và 19.000 năm.
Chú ý rằng, thời điểm của điểm cận nhật của Trái Đất tính theo lịch thông thường thay đổi từng năm là do cả hai hiệu ứng: sự thay đổi của điểm cận nhật, và sự điều chỉnh của lịch theo sự thay đổi của mùa (do mùa bị thay đổi cùng với sự lắc lư của trục Trái Đất).